# Турышино
Туры́шино — остановочная платформа Санкт-Петербургского отделения Октябрьской железной дороги на однопутной линии Мга — Будогощь, на перегоне
Сологубовка — разъезд Турышкино. Расположена в Кировском районе Ленинградской области в 500 м к северо-востоку от деревни Турышкино. Обслуживает также жителей деревень Петрово и Муя, дачников садоводства «Турышкино-Петрово».
На платформе останавливаются все проходящие через неё электропоезда сообщением Санкт-Петербург — Мга — Кириши — Будогощь.